# Semiconductor de brecha estrecha
Los semiconductores de brecha estrecha son materiales semiconductores con una banda prohibida inferior a 0,5 eV, lo que corresponde a una longitud de onda de corte de absorción infrarroja superior a 2,5 micras. Una definición más amplia incluye todos los semiconductores con bandas prohibidas inferiores al silicio (1,1 eV). Las tecnologías modernas de terahercios, infrarrojosy termografíase basan en esta clase de semiconductores.
Los materiales de brecha estrecha han hecho posible la teledetección por satélite,los circuitos integrados fotónicos para telecomunicaciones, y los sistemas Li-Fi para vehículos no tripulados,en el régimen de detector infrarrojo y visión infrarroja. También son la base material de la tecnología de terahercios, incluida la vigilancia de seguridad para descubrir armas ocultas, la obtención segura de imágenes médicas e industriales con tomografía de terahercios, así como los aceleradores dieléctricos de campo de estela. Además, la termofotovoltaica integrada con semiconductores de brecha estrecha puede utilizar la parte tradicionalmente desperdiciada de la energía solar, que ocupa ~49% del espectro de la luz solar.Las naves espaciales, los instrumentos de las profundidades oceánicas y las instalaciones de física del vacío utilizan semiconductores de brecha estrecha para lograr la refrigeración criogénica.

## Lista de semiconductores de brecha estrecha
| Nombre                        | Fórmula química | Grupos | Banda prohibida (300 K) |
| ----------------------------- | --------------- | ------ | ----------------------- |
| Telururo de mercurio y cadmio | Hg1−xCdxTe      | II-VI  | 0 a 1,5 eV              |
| Telururo de mercurio y zinc   | Hg1−xZnxTe      | II-VI  | 0,15 a 2,25 eV          |
| Seleniuro de plomo            | PbSe            | IV-VI  | 0,27 eV                 |
| Sulfuro de plomo (II)         | PbS             | IV-VI  | 0,37 eV                 |
| Telururo de plomo             | PbTe            | IV-VI  | 0,32 eV                 |
| Arseniuro de indio            | En Como         | III-V  | 0,354 eV                |
| Antimoniuro de indio          | InSb            | III-V  | 0,17 eV                 |
| Antimoniuro de galio          | Gasb            | III-V  | 0,67 eV                 |
| Arseniuro de cadmio           | Cd3Como2        | II-V   | 0,5 a 0,6 eV            |
| Telururo de bismuto           | Bi2Te3          |        | 0,21 eV                 |
| Telururo de estaño            | Snte            | IV-VI  | 0,18 eV                 |
| Seleniuro de estaño           | SnSe            | IV-VI  | 0,9 eV                  |
| Seleniuro de plata (I)        | Ag2Se           |        | 0,07 eV                 |
| Siliciuro de magnesio         | Mg2Si           | II-IV  | 0,79 eV[26]             |